# Carcinoma escatós
El carcinoma de cèl·lules escatoses o carcinoma escatós és una forma de càncer de tipus carcinoma que pot aparèixer en molts òrgans diferents, incloent el pell, llavis, boca, esòfag, bufeta urinària, pròstata, pulmons, vagina i coll uterí. Es tracta d'un tumor maligne de l'epiteli escatós (epiteli que mostra la diferenciació de cèl·lules escatoses). Malgrat el nom comú, es tracta de càncers únics amb grans diferències en la manifestació i el pronòstic.